# Danh sách tập truyện Dragon Ball
 Dragon Ball (ドラゴンボール Doragon Bōru,  7 Viên Ngọc Rồng) là một bộ truyện tranh nhiều tập được viết và vẽ minh họa bởi Toriyama Akira. Câu chuyện kể về cuộc phiêu lưu của Son Goku từ thời thơ ấu cho đến khi trưởng thành khi cậu luyện tập võ thuật và khám phá thế giới để tìm kiếm 7 quả cầu được gọi là Ngọc Rồng. Sau khi tập hợp đủ 7 Viên Ngọc Rồng và đọc thần chú, Rồng Thần sẽ xuất hiện và ban cho người đó điều ước. Trên hành trình của mình, Goku kết bạn với nhiều người bạn và cùng nhau chiến đấu với nhiều nhân vật phản diện để bảo vệ nền hòa bình Trái Đất.
Bộ truyện được đăng dài kỳ thành 519 chương riêng lẻ trên tạp chí Weekly Shōnen Jump tại Nhật Bản từ ngày 20/11/1984 đến ngày 23/5/1995 (phát hành chính thức từ ngày 3/12/1984 đến 5/6/1995). Tiếp đó các chương được tập hợp lại và xuất bản trong 42 tập tankōbon bởi nhà xuất bản Shueisha. Từ ngày 4/12/2002 đến ngày 2/4/2004, manga được tái bản dưới dạng tuyển tập gồm 34 tập kanzenban, trong đó bao gồm phần kết ở chương 519 được viết lại một chút, bìa truyện mới cho 34 tập cùng với bìa màu và trang màu (chỉ các chương full màu) ở định dạng từ tạp chí ban đầu của nó. Một ấn bản sōshūhen nhằm mục đích tái tạo lại manga như ban đầu được đăng trên Weekly Shōnen Jump với các trang màu, văn bản quảng cáo và xem trước chương tiếp theo, đã được xuất bản thành 18 tập từ ngày 13/5/2016 đến ngày 13/1/2017. Sau đây là danh sách tổng hợp các tập và phần truyện 7 Viên Ngọc Rồng.

## Danh sách

### Dragon Ball
| #                                                                                            | Nhan đề                                                                                               | Phát hành Tiếng Nhật                                                                    | Phát hành tiếng Việt                   |
| -------------------------------------------------------------------------------------------- | --- | --------------------------------------------------------------------------------------- | -------------------------------------- |
| 1                                                                                            | Son Goku và các bạn [Son Goku và những người bạn] Son Gokū to Nakama-tachi (孫悟空と仲間たち)         | 10 tháng 9 năm 1985 978-4-08-851831-2                                                   | 31 tháng 3 năm 2014 978-604-2-01392-5  |
| 2                                                                                            | Dragon Ball - Hiểm nguy ngàn cân treo sợi tóc Doragon Booru Kiki Ippatsu (ドラゴンボール危機一髪)     | 10 tháng 1 năm 1986 978-4-08-851832-9                                                   | 18 tháng 4 năm 2014 978-604-2-04055-6  |
| 3                                                                                            | Đại hội võ thuật thiên hạ vô địch khởi tranh! Tenkaichi Budōkai Hajimaru!! (天下一武道会はじまる！！) | 10 tháng 6 năm 1986 978-4-08-851833-6                                                   | 9 tháng 5 năm 2014 978-604-2-04056-3   |
| 4                                                                                            | Trận chung kết Daikesshōsen (大決勝戦)                                                                | 9 tháng 10 năm 1986 978-4-08-851834-3                                                   | 23 tháng 5 năm 2014 978-604-2-04057-0  |
| 5                                                                                            | Nỗi kinh hoàng tháp Muscle Massuru Tawā no Kyōfu (マッスルタワーの恐怖)                               | 9 tháng 1 năm 1987 978-4-08-851835-0                                                    | 6 tháng 6 năm 2014 978-604-2-04058-7   |
| 6                                                                                            | Sai lầm của Bulma Buruma no Daishippai!! (ブルマの大失敗!!)                                           | 10 tháng 3 năm 1987 978-4-08-851836-7                                                   | 20 tháng 6 năm 2014 978-604-2-04059-4  |
| 7                                                                                            | Theo dấu tướng quân Blue Tsuiseki!! Burū Shōgun (追跡！！ブルー将軍)                                  | 8 tháng 5 năm 1987 978-4-08-851837-4                                                    | 4 tháng 7 năm 2014 978-604-2-04060-0   |
| 8                                                                                            | Son Goku đột kích Son Gokū Totsugeki (孫悟空突撃)                                                     | 10 tháng 7 năm 1987 978-4-08-851838-1                                                   | 18 tháng 7 năm 2014 978-604-2-04061-7  |
| 9                                                                                            | Bà thầy bói                                                                                           | 10 tháng 9 năm 1987 978-4-08-851839-8                                                   | 1 tháng 8 năm 2014 978-604-2-04062-4   |
| 10                                                                                           | Đại hội võ thuật lần thứ 22                                                                           | 10 tháng 11 năm 1987 978-4-08-851840-4                                                  | 15 tháng 8 năm 2014 978-604-2-04063-1  |
| 11                                                                                           | Trận đấu đỉnh cao                                                                                     | 10 tháng 2 năm 1988 978-4-08-851608-7 calling template requires template_name parameter | 29 tháng 8 năm 2014 978-604-2-04064-8  |
| 12                                                                                           | Đại ma vương Piccolo                                                                                  | 8 tháng 4 năm 1988 978-4-08-851609-5 calling template requires template_name parameter  | 12 tháng 9 năm 2014 978-604-2-20973-1  |
| 13                                                                                           | Son Goku trả thù                                                                                      | 10 tháng 6 năm 1988 978-4-08-851610-3                                                   | 26 tháng 9 năm 2014 978-604-2-04066-2  |
| 14                                                                                           | Bước đại nhảy vọt                                                                                     | 10 tháng 8 năm 1988 978-4-08-851611-0                                                   | 10 tháng 10 năm 2014 978-604-2-20975-5 |
| 15                                                                                           | Anh hùng hảo hán                                                                                      | 6 tháng 12 năm 1988 978-4-08-851612-7                                                   | 24 tháng 10 năm 2014 978-604-2-20976-2 |
| 16                                                                                           | Kì phùng địch thủ                                                                                     | 10 tháng 2 năm 1989 978-4-08-851613-4                                                   | 7 tháng 11 năm 2014 978-604-2-04069-3  |
| 17                                                                                           | Mối đe dọa                                                                                            | 10 tháng 5 năm 1989 978-4-08-851614-1                                                   | 21 tháng 11 năm 2014 978-604-2-04070-9 |
| 18                                                                                           | Son Gohan và Đại Ma Vương Piccolo                                                                     | 10 tháng 7 năm 1989 978-4-08-851615-8                                                   | 5 tháng 12 năm 2014 978-604-2-20979-3  |
| 19                                                                                           | Nhanh lên, Son Goku!                                                                                  | 10 tháng 11 năm 1989 978-4-08-851616-5                                                  | 19 tháng 12 năm 2014 978-604-2-20980-9 |
| 20                                                                                           | Trời long đất lở                                                                                      | 10 tháng 1 năm 1990 978-4-08-851617-2                                                   | 9 tháng 1 năm 2015 978-604-2-01392-5   |
| 21                                                                                           | Hướng về Namek                                                                                        | 10 tháng 4 năm 1990 978-4-08-851618-9                                                   | 23 tháng 1 năm 2015 978-604-2-01392-5  |
| 22                                                                                           | Người Namek phản kháng                                                                                | 10 tháng 7 năm 1990 978-4-08-851619-6                                                   | 6 tháng 2 năm 2015 978-604-2-02360-3   |
| 23                                                                                           | Đội đặc nhiệm Ginyu                                                                                   | 8 tháng 10 năm 1990 978-4-08-851620-2                                                   | 6 tháng 3 năm 2015 978-604-2-02361-0   |
| 24                                                                                           | Goku hay Ginyu!?                                                                                      | 10 tháng 1 năm 1991 978-4-08-851414-7                                                   | 20 tháng 3 năm 2015 978-604-2-02362-7  |
| 25                                                                                           | Frieza siêu biến hình                                                                                 | 8 tháng 3 năm 1991 978-4-08-851415-4                                                    | 3 tháng 4 năm 2015 978-604-2-02363-4   |
| 26                                                                                           | Son Goku hồi phục                                                                                     | 10 tháng 6 năm 1991 978-4-08-851416-1                                                   | 17 tháng 4 năm 2015 978-604-2-02364-1  |
| 27                                                                                           | Siêu Saiya, chiến binh huyền thoại                                                                    | 7 tháng 8 năm 1991 978-4-08-851417-8                                                    | 8 tháng 5 năm 2015 978-604-2-02365-8   |
| 28                                                                                           | Cậu thiếu niên đến từ tương lai                                                                       | 8 tháng 11 năm 1991 978-4-08-851418-5                                                   | 22 tháng 5 năm 2015 978-604-2-02366-5  |
| 29                                                                                           | Goku đại thất bại                                                                                     | 10 tháng 3 năm 1992 978-4-08-851419-2                                                   | 5 tháng 6 năm 2015 978-604-2-02367-2   |
| 30                                                                                           | Linh cảm xấu                                                                                          | 10 tháng 6 năm 1992 978-4-08-851420-8                                                   | 19 tháng 6 năm 2015 978-604-2-02368-9  |
| 31                                                                                           | Truy lùng Cell Bọ Hung                                                                                | 4 tháng 8 năm 1992 978-4-08-851686-8                                                    | 3 tháng 7 năm 2015 978-604-2-02369-6   |
| 32                                                                                           | Cell Bọ Hung hoàn thiện                                                                               | 2 tháng 11 năm 1992 978-4-08-851687-5                                                   | 17 tháng 7 năm 2015 978-604-2-02370-2  |
| 33                                                                                           | Cuộc chơi của Cell [Ngoại truyện về Trunks]                                                           | 26 tháng 12 năm 1992 978-4-08-851688-2                                                  | 31 tháng 7 năm 2015 978-604-2-02370-2  |
| 34                                                                                           | Người kế thừa của Goku                                                                                | 4 tháng 6 năm 1993 978-4-08-851689-9                                                    | 14 tháng 8 năm 2015 978-604-2-02372-6  |
| 35                                                                                           | Tạm biệt người anh em                                                                                 | 3 tháng 9 năm 1993 978-4-08-851700-1                                                    | 28 tháng 8 năm 2015 978-604-2-02373-3  |
| 36                                                                                           | Thời thế tạo anh hùng                                                                                 | 4 tháng 11 năm 1993 978-4-08-851495-6                                                   | 11 tháng 9 năm 2015 978-604-2-02374-0  |
| 37                                                                                           | Khởi động kế hoạch tác chiến                                                                          | 4 tháng 4 năm 1994 978-4-08-851496-3                                                    | 25 tháng 9 năm 2015 978-604-2-02375-7  |
| 38                                                                                           | Son Goku VS Vegeta, cuộc đối đầu định mệnh                                                            | 4 tháng 8 năm 1994 978-4-08-851497-0                                                    | 9 tháng 10 năm 2015 978-604-2-02376-4  |
| 39                                                                                           | Vĩnh biệt chiến binh kiêu hãnh                                                                        | 2 tháng 12 năm 1994 978-4-08-851498-7                                                   | 23 tháng 10 năm 2015 978-604-2-02377-1 |
| 40                                                                                           | Vũ khí cuối cùng của Trái Đất                                                                         | 3 tháng 3 năm 1995 978-4-08-851499-4                                                    | 6 tháng 11 năm 2015 978-604-2-02378-8  |
| 41                                                                                           | Cố lên siêu Gotenks!                                                                                  | 2 tháng 6 năm 1995 978-4-08-851500-7                                                    | 20 tháng 11 năm 2015 978-604-2-02379-5 |
| 42                                                                                           | Tạm biệt Ngọc Rồng                                                                                    | 4 tháng 8 năm 1995 978-4-08-851090-3                                                    | 4 tháng 12 năm 2015 978-604-2-02380-1  |
| Mã ISBN tiếng Việt được lấy từ Cục Xuất bản, In và Phát hành - Bộ thông tin và truyền thông. | |                                                                                         |                                        |

### Dragon Ball SD - 7 Viên Ngọc Rồng Nhí
Dragon Ball SD - 7 Viên Ngọc Rồng Nhí là một Manga spin-off màu được viết và minh họa bởi Naho Ōishi, được xuất bản trên tạp chí Saikyō Jump của Shueisha kể từ số đầu tiên phát hành vào tháng 12 năm 2010. Manga là sự kể lại cô đọng về những cuộc phiêu lưu khác nhau của Goku khi còn nhỏ, với nhiều chi tiết được thay đổi, theo phong cách nghệ thuật super deformed (phong cách Chibi), do đó bộ có tựa đề như vậy. Sau 4 chương, Saikyō Jump từ hàng quý chuyển sang phát hành hàng tháng. Các chương được xuất bản kể từ khi chuyển qua phát hành hàng tháng đã được tập hợp đóng thành tập tankōbon kể từ ngày 4 tháng 4 năm 2013.
| #                                                                                            | Nhan đề                                   | Phát hành Tiếng Nhật                  | Phát hành tiếng Việt                  |
| -------------------------------------------------------------------------------------------- | ----------------------------------------- | ------------------------------------- | ------------------------------------- |
| 1                                                                                            | Bulma, Goku và 7 viên ngọc rồng           | 4 tháng 4 năm 2013 978-4-08-870648-1  | 23 tháng 2 năm 2024 978-604-2-33904-9 |
| 2                                                                                            | Khuynh đảo đại hội võ thuật               | 4 tháng 4 năm 2014 978-4-08-880020-2  | 29 tháng 3 năm 2024 978-604-2-33905-6 |
| 3                                                                                            | Đụng độ Red Ribbon                        | 4 tháng 12 năm 2014 978-4-08-880236-7 | 26 tháng 4 năm 2024 978-604-2-33906-3 |
| 4                                                                                            | Ông già đeo mặt nạ thỏ                    | 4 tháng 2 năm 2016 978-4-08-880612-9  | 31 tháng 5 năm 2024 978-604-2-33907-0 |
| 5                                                                                            | Trận chiến sống còn                       | 2 tháng 2 năm 2018 978-4-08-881446-9  | 14 tháng 6 năm 2024 978-604-2-33908-7 |
| 6                                                                                            | Trời long đất lở                          | 4 tháng 6 năm 2019 978-4-08-882003-3  | 26 tháng 7 năm 2024 978-604-2-37920-5 |
| 7                                                                                            | Tiến về Namek                             | 4 tháng 2 năm 2021 978-4-08-882519-9  | 16 tháng 8 năm 2024 978-604-2-37921-2 |
| 8                                                                                            | Đội đặc nhiệm Ginyu                       | 4 tháng 4 năm 2022 978-4-08-883114-5  | 20 tháng 9 năm 2024 978-604-2-37922-9 |
| 9                                                                                            | Siêu Saiya - Chiến binh của truyền thuyết | 3 tháng 3 năm 2023 978-4-08-883490-0  | 4 tháng 10 năm 2024 978-604-2-37923-6 |
| 10                                                                                           | Cậu thiếu niên bí ẩn                      | 4 tháng 4 năm 2024 978-4-08-883767-3  | 8 tháng 11 năm 2024 978-604-2-38633-3 |
| 11                                                                                           | —                                         | 4 tháng 2 năm 2025 978-4-08-884362-9  | —                                     |
| Mã ISBN tiếng Việt được lấy từ Cục Xuất bản, In và Phát hành - Bộ thông tin và truyền thông. |                                           |                                       |                                       |

Đây là một danh sách chưa hoàn chỉnh. Bạn có thể giúp Wikipedia .

### Dragon Ball Super
| #                                                                                            | Nhan đề | Phát hành Tiếng Nhật                  | Phát hành tiếng Việt                   |
| -------------------------------------------------------------------------------------------- | --- | ------------------------------------- | -------------------------------------- |
| 1                                                                                            | Các chiến binh của vũ trụ thứ 6 Dai-Roku Uchū no Senshi-tachi (第6宇宙の戦士たち)                                      | 4 tháng 4 năm 2016 978-4-08-880661-7  | 5 tháng 10 năm 2018 978-604-2-11864-4  |
| 2                                                                                            | Vũ trụ nào chiến thắng? Yūshō Uchū, Tsui ni Kettei!! (優勝宇宙、ついに決定！！)                                        | 2 tháng 12 năm 2016 978-4-08-880867-3 | 2 tháng 11 năm 2018 978-604-2-17207-3  |
| 3                                                                                            | Kế hoạch vô nhân Ningen Zero Keikaku (人間ゼロ計画)                                                                    | 2 tháng 6 năm 2017 978-4-08-881084-3  | 7 tháng 12 năm 2018 978-604-2-17208-0  |
| 4                                                                                            | Hi vọng cuối cùng Hōpu e no Rasuto Chansu (HOPEへのラストチャンス)                                                     | 2 tháng 11 năm 2017 978-4-08-881163-5 | 18 tháng 1 năm 2019 978-604-2-14229-8  |
| 5                                                                                            | Tạm biệt nhé Trunks lớn! Kessen! Saraba Torankusu (決戦！さらばトランクス)                                             | 2 tháng 3 năm 2018 978-4-08-881447-6  | 22 tháng 2 năm 2019 978-604-2-17210-3  |
| 6                                                                                            | Hỡi các siêu chiến binh, hãy tập hợp! Atsumare Chō Senshi-Tachi！ (集まれ超戦士たち！)                                 | 4 tháng 6 năm 2018 978-4-08-881501-5  | 8 tháng 3 năm 2019 978-604-2-17211-0   |
| 7                                                                                            | Giải đấu sức mạnh - cuộc đua tranh sống còn Uchū Sabaibaru! Chikara no Taikai Kaishi! (宇宙サバイバル！力の大会開始！) | 4 tháng 9 năm 2018 978-4-08-881575-6  | 12 tháng 4 năm 2019 978-604-2-17212-7  |
| 8                                                                                            | Dấu hiệu thức tỉnh của Son Goku Son Gokū Kakusei no "Kizashi" (孫悟空覚醒の"兆")                                       | 4 tháng 12 năm 2018 978-4-08-881649-4 | 15 tháng 11 năm 2019 978-604-2-17213-4 |
| 9                                                                                            | Tàn cuộc Ketchaku to Ketsumatsu (決着と結末)                                                                           | 4 tháng 4 năm 2019 978-4-08-881811-5  | 9 tháng 10 năm 2020 978-604-2-19122-7  |
| 10                                                                                           | Điều ước của Moro Moro no Negai (モロの願い)                                                                           | 2 tháng 8 năm 2019 978-4-08-882034-7  | 6 tháng 11 năm 2020 978-604-2-19123-4  |
| 11                                                                                           | Cuộc đại vượt ngục Dai Dassō (大だい脱走だっそう)                                                                      | 4 tháng 12 năm 2019 978-4-08-882154-2 | 4 tháng 12 năm 2020 978-604-2-19124-1  |
| 12                                                                                           | Thân phận thực sự của Merus Merusu no Shōtai (メルスの正体)                                                            | 3 tháng 4 năm 2020 978-4-08-882264-8  | 25 tháng 10 năm 2021 978-604-2-22758-2 |
| 13                                                                                           | Trên từng chiến tuyến Sorezore no Tatakai (それぞれの戦い)                                                             | 4 tháng 8 năm 2020 978-4-08-882391-1  | 22 tháng 11 năm 2021 978-604-2-23295-1 |
| 14                                                                                           | Tuần tra viên ngân hà Son Goku Ginga Patorōru Son Gokū (銀河パトロール孫悟空)                                          | 4 tháng 12 năm 2020 978-4-08-882518-2 | 24 tháng 2 năm 2023 978-604-2-28510-0  |
| 15                                                                                           | Moro - Kẻ ăn hành tinh Hoshikui no Moro (星喰いのモロ)                                                                 | 2 tháng 4 năm 2021 978-4-08-882606-6  | 17 tháng 3 năm 2023 978-604-2-28511-7  |
| 16                                                                                           | Chiến binh mạnh nhất vũ trụ Uchūichi no Senshi (宇宙一の戦士)                                                          | 4 tháng 8 năm 2021 978-4-08-882744-5  | 21 tháng 4 năm 2023 978-604-2-28512-4  |
| 17                                                                                           | Sức mạnh của Thần Hủy Diệt Hakaishin no Chikara (破壊神の力)                                                           | 3 tháng 12 năm 2021 978-4-08-882858-9 | 29 tháng 5 năm 2023 978-604-2-28513-1  |
| 18                                                                                           | Bardock, cha đẻ của Goku Gokū no Chichi Bādakku (悟空の父バーダック)                                                   | 4 tháng 4 năm 2022 978-4-08-883092-6  | 16 tháng 6 năm 2023 978-604-2-28514-8  |
| 19                                                                                           | Niềm tự hào nguồn cội Minzoku no Hokori (民族の誇り)                                                                   | 4 tháng 8 năm 2022 978-4-08-883215-9  | 8 tháng 3 năm 2024 978-604-2-37321-0   |
| 20                                                                                           | Lao tâm khổ chiến Zenryokusen (全力戦)                                                                                 | 3 tháng 3 năm 2023 978-4-08-883470-2  | 5 tháng 4 năm 2024 978-604-2-37322-7   |
| 21                                                                                           | Đại chiến Dr. Hedo Taiketsu Dr. Hedo (対決Dr.ヘド)                                                                     | 4 tháng 8 năm 2023 978-4-08-883601-0  | 22 tháng 11 năm 2024 978-604-2-38630-2 |
| 22                                                                                           | Thầy hay - Trò giỏi Saikyō no Shitei (最強の師弟)                                                                      | 4 tháng 12 năm 2023 978-4-08-883744-4 | 6 tháng 12 năm 2024 978-604-2-38952-5  |
| 23                                                                                           | Son Gohan - Siêu tiềm lực khai mở! Chō Kakusei! Son Gohan (超覚醒！孫悟飯)                                             | 4 tháng 4 năm 2024 978-4-08-883885-4  | 3 tháng 1 năm 2025 978-604-2-38632-6   |
| 24                                                                                           | Di sản cho tương lai Mirai e no Keishō (未来への継承)                                                                  | 4 tháng 4 năm 2025 978-4-08-884493-0  | —                                      |
| Mã ISBN tiếng Việt được lấy từ Cục Xuất bản, In và Phát hành - Bộ thông tin và truyền thông. | |                                       |                                        |

Đây là một danh sách chưa hoàn chỉnh. Bạn có thể giúp Wikipedia .

### Dragon Ball Z Anime Comics: Battle of Gods - Cuộc chiến giữa các vị thần
Dragon Ball Z: Battle of Gods - Cuộc chiến giữa các vị thần (ドラゴンボールＺ 神と神 Doragon Bōru Zetto Kami to Kami) là câu chuyện diễn ra 4 năm sau trận chiến kinh thiên động địa với Ma Buu, Thần Hủy Diệt Beerus đã thức tỉnh. Đó là vị thần nổi tiếng độc đoán với sở thích đi phá hủy các hành tinh trong vũ trụ. Lần này, Thần Beerus đến Trái Đất vì muốn tìm một kẻ được mệnh danh là "Siêu Saiya God" và vô tình trở thành khách mời trong bữa tiệc sinh nhật của Bulma. Bữa tiệc đang diễn ra rất vui vẻ thì bỗng có một sự kiện khiến Beerus nổi đóa, ông ta tuyên bố sẽ phá hủy Trái Đất! Goku và các bạn sẽ xử trí thế nào đây? Rốt cuộc "Siêu Saiya God" là ai?
Tại Việt Nam, tập truyện dự kiến ban đầu được NXB Kim Đồng phát hành vào ngày 28/8/2023 nhưng do gặp vấn đề tiến độ việc in ấn và xuất bản nên ngày phát hành đã bị dời 4 lần và cuối cùng được phát hành chính thức vào ngày 1/12/2023.
| # | Phát hành Tiếng Nhật | Phát hành Tiếng Nhật | Phát hành Tiếng Việt | Phát hành Tiếng Việt |
| # | Ngày phát hành       | ISBN                 | Ngày phát hành       | ISBN                 |
| - | -------------------- | -------------------- | -------------------- | -------------------- |
| 1 | 4 tháng 10 năm 2013  | 978-4-08-870883-6    | 1 tháng 12 năm 2023  | 978-604-2-33146-3    |

### Dragon Ball Z Anime Comics: Resurrection of F - "F" hồi sinh
Dragon Ball Z Anime Comics: Resurrection of F - "F" hồi sinh (ドラゴンボールＺ　復活の「Ｆ」 Doragon Bōru Zetto Fukkatsu no "Efu") là câu chuyện kể về đại đế tàn bạo nhất vũ trụ một thời – Frieza đã hồi sinh nhờ phép màu của rồng thần. Với quyết tâm trả thù lũ Saiya khi xưa đã dám đẩy mình xuống địa ngục, hắn ngày đêm khổ luyện để đạt tới sức mạnh mới và một lần nữa đổ bộ xuống Trái Đất. Goku, Vegeta và các bạn sẽ phải đối phó với kẻ thù thâm hiểm nhất từ trước tới nay. "Sức mạnh mới" của Frieza là gì? Liệu vận mệnh của Trái Đất có bị đe dọa?
Tại Việt Nam, tập truyện đã được NXB Kim Đồng phát hành chính thức vào ngày 26/1/2024 và không bị trì hoãn ngày phát hành.
| # | Phát hành Tiếng Nhật | Phát hành Tiếng Nhật | Phát hành Tiếng Việt | Phát hành Tiếng Việt |
| # | Ngày phát hành       | ISBN                 | Ngày phát hành       | ISBN                 |
| - | -------------------- | -------------------- | -------------------- | -------------------- |
| 1 | 4 tháng 12 năm 2015  | 978-4-08-880696-9    | 26 tháng 1 năm 2024  | 978-604-2-33147-0    |

### Dragon Ball - Tỉnh giấc hóa Yamcha
7 Viên Ngọc Rồng: Tỉnh giấc hóa Yamcha (DRAGON　BALL外伝　転生したらヤムチャだった件 Doragon Bōru Gaiden: Tensei-shitara Yamucha Datta Ken) là một manga ngoại truyện gồm 3 chương được viết và minh họa bởi dragongarow Lee. Truyện kể về sau một cú ngã trời giáng, cậu học sinh cấp 3 nọ tỉnh dậy và nhận ra rằng, mình đã "hoá kiếp" thành Yamcha!? Chưa kịp sung sướng vì sắp được gặp Bulma thì cậu chợt nhớ đến cái chết đau thương đang chờ đợi nhân vật này phía trước. Và thế là, để có thể sống sót trong thế giới đầy rẫy hiểm nguy với vô số những kẻ địch rình rập, chàng Yamcha chuyển sinh đã đặt mục tiêu: trở thành người Trái Đất mạnh nhất! Truyện được đăng nhiều kỳ trên tạp chí Shōnen Jump+ kỹ thuật số từ ngày 12 tháng 12 năm 2016 đến ngày 14 tháng 8 năm 2017. Nhà xuất bản Shueisha đã tập hợp các chương lại và đóng thành một tập tankōbon duy nhất vào ngày 2 tháng 11 năm 2017.
| # | Phát hành Tiếng Nhật | Phát hành Tiếng Nhật | Phát hành Tiếng Việt | Phát hành Tiếng Việt |
| # | Ngày phát hành       | ISBN                 | Ngày phát hành       | ISBN                 |
| - | -------------------- | -------------------- | -------------------- | -------------------- |
| 1 | 2 tháng 11 năm 2017  | 978-4-08-881261-8    | 10 tháng 1 năm 2020  | 978-604-2-15472-7    |

### Dragon Ball Super Anime Comics: BROLY - Người Saiya cuồng nộ
Dragon Ball Super: Broly (ドラゴンボール超 ブロリー Doragon Bōru Sūpā: Burorī) là câu chuyện diễn ra sau khi Giải Đấu Sức Mạnh do Đấng Zeno chủ trì ngã ngũ. Trở về Trái Đất, Goku và Vegeta lại tiếp tục lao vào tập luyện. Giữa lúc này, Frieza đột ngột xuất hiện cùng với một chiến binh Saiya bị vứt bỏ, tên anh ta là Broly. Broly, Vegeta và Goku vốn là những người Saiya sinh cùng thời nhưng số phận đã đẩy họ rẽ theo ba hướng khác hẳn nhau.
Cuộc gặp gỡ giữa 3 nhân vật này đã làm sáng tỏ một phần lịch sử chìm trong bóng tối của bộ tộc chiến binh hùng mạnh năm nào...
Dragon Ball Super: Broly đã được chuyển thể thành Anime Comic sử dụng các cảnh quay trong Movie được đưa vào định dạng manga. Tập truyện có tất cả 360 trang, với phần hình ảnh 100% có màu, cực kì sống động và được minh họa bìa bởi Naohiro Shintani, tập tankobon này được phát hành tại Nhật Bản vào ngày 2 tháng 5 năm 2019. 
Tại Việt Nam, tập truyện dự kiến ban đầu được NXB Kim Đồng phát hành vào ngày 28/5/2021 nhưng do gặp vấn đề tiến độ việc in ấn và xuất bản nên ngày phát hành đã bị dời 2 lần và cuối cùng được phát hành chính thức vào ngày 5/7/2021.
| # | Phát hành Tiếng Nhật | Phát hành Tiếng Nhật | Phát hành Tiếng Việt | Phát hành Tiếng Việt |
| # | Ngày phát hành       | ISBN                 | Ngày phát hành       | ISBN                 |
| - | -------------------- | -------------------- | -------------------- | -------------------- |
| 1 | 2 tháng 5 năm 2019   | 978-4-08-882002-6    | 5 tháng 7 năm 2021   | 978-604-2-22988-3    |

### Dragon Ball Super Anime Comics: SUPER HERO
| # | Phát hành Tiếng Nhật | Phát hành Tiếng Nhật | Phát hành Tiếng Việt | Phát hành Tiếng Việt |
| # | Ngày phát hành       | ISBN                 | Ngày phát hành       | ISBN                 |
| - | -------------------- | -------------------- | -------------------- | -------------------- |
| 1 | 2 tháng 12 năm 2022  | 978-4-08-883406-1    | —                    | —                    |